# 1960年の映画
1960年の映画（1960ねんのえいが）では、1960年（昭和35年）の映画分野の動向についてまとめる。
1959年の映画 - 1960年の映画 - 1961年の映画

## 出来事

### 世界
- 1月 - 米国、全米脚本家組合（WGA）が映画のTV放映権をめぐってストライキ （1960年全米脚本家組合ストライキ（英語版））[1][2]。3月、映画俳優組合（SAG）も同様の理由でストライキ[1][3]。
- 2月 - イタリア、フェデリコ・フェリーニ監督『甘い生活』公開[1][4]。
- 2月7日 - 国際東宝、ニューヨーク事務所開設[5]。
- 3月10日 - 日本映画見本市、台北市で開催（15日まで）[5]。
- 3月16日 - フランス、ヌーヴェルヴァーグを代表する作品『勝手にしやがれ』（ジャン＝リュック・ゴダール監督）公開[1][6]。
- 5月21日 - 東宝、パリ事務所を新設[7]。
- 6月 - 第13回カンヌ国際映画祭で市川崑監督『鍵』が特別賞受賞[8][9]。
- 7月 - 東映の長編漫画映画『少年猿飛佐助』がベニス国際児童映画祭入賞[10]。
- 7月27日 - 第1回東宝映画祭がベネズエラのカラカスで1週間開催[7]。
- 8月3日 - 東宝直営館であるロサンゼルス・ラブレア劇場がオープン[7]。オープニング作品は稲垣浩監督『無法松の一生』、清水雅社長、俳優・三船敏郎、女優・水野久美らが出席[7]。
- 9月
  - 第21回ベニス国際映画祭で小林正樹監督『人間の條件 1部・2部』がサン・ジョルジョ賞とパシネッティ賞受賞[9][8]。
  - アイルランドのコーク国際映画祭（英語版）で五所平之助監督『わが愛』[11]が作品賞受賞[9]。
- 9月6日 - イタリア、ルキノ・ヴィスコンティ監督『若者のすべて』、第21回ヴェネツィア国際映画祭（英語版）で公開[1][12]。
- 11月3日 - 第2回東宝映画祭が香港で開催（9日まで）[13]。取締役・川喜多長政と藤本真澄、脚本家・井手俊郎、作家・石原慎太郎、女優・司葉子と北あけみなどが出席[13]。
- 月日不詳
  - フランス、ルネ・クレール監督、映画人で初めてアカデミー・フランセーズ会員となる[1][14]。

### 日本
- 1月
  - 東映、アイドホール（英語版）試験を開始する[9]。
  - 1月3日 - 『任侠中仙道』 / 『ひばり十八番 弁天小僧』公開、ヒット[15]。
  - 1月15日 - 第10回ブルーリボン賞で、月形龍之介が大衆賞、足立怜二郎と東映剣会が技術賞、『警視庁物語』のスタッフ・キャストが特別賞受賞[15]。
  - 1月21日 - イーストマン・カラー・フィルム値下げ、アグファ・カラー・フィルムも同調値下げ[16]。2月10日、国産カラー・フィルムも値下げ[16]。
- 2月
  - 2月29日 - 仏政府、60年前に撮影した実写フィルム3巻（日本最古のフィルム）を国立近代美術館に寄贈[16]。
- 3月
  - 3月1日 - 第二東映が2本立てによる映画製作配給を開始する[17][9][8]。日本映画は6社7系統になった[8]。
  - 3月13日 - 東映スターの波多伸二（22歳）、ロケ中のオートバイ事故で死去[18][9]。
- 4月
  - 新東宝撮影所、第1ステージ・第2ステージほか全焼[9]。
  - 大蔵省、洋画輸入の割当てを洋画配給業者のみに認め、洋画輸入業者を排除する政策を実施[9]。
  - 4月1日 - テアトル東京で70mm映画『ベン・ハー』の大ロングランが開始[5]。
  - 4月5日 - 第7回アジア映画祭が東京で開幕（9日まで）[9][5]。
  - 4月17日 - 映画監督アルフレッド・ヒッチコック、来日[7]。
  - 4月26日 - 東京地検、外国為替管理法違反で松竹を起訴[16]。
  - 4月30日 - 無配当となった責任をとり、松竹の社長が城戸四郎から大谷博に交替する[19][16]。
- 5月
  - 5月9日 - 東映、専門館感謝パーティーとファンのための「東映友の会」発会式を京都・二条城で開催[20]。12月末、東映専門館は邦画上映館の半数近く（2854館）を占める状況[20]。
- 6月
  - 大島渚監督『青春残酷物語』が封切られ、松竹ヌーヴェルヴァーグが始まる[9]。松竹ヌーヴェルヴァーグ、大島渚、吉田喜重、篠田正浩ら若手監督活躍[1]。
  - 6月2日 - 大蔵省、米国メジャー日本支社に対し、利潤の送金を許可[9][16]。
  - 6月4日 - 東京地区洋画興行、東宝と松竹の両ロードショー系統の一般封切館の番組編成を東宝が担当[16]。
  - 6月20日 - 日本映画5社が、経営状態が悪化した新東宝から旧作映画25本のテレビ放映権を買い上げた[8][7]。
- 7月
  - 全国映画館数が史上最高7,663館[16]。
  - 7月1日 - 東芝から国産初のカラーテレビが発売される[21][10]。
  - 7月6日 - 毎日世界ニュース、画面をワイド化するとともに大毎ニュースと改称[16]。読売国際ニュースもワイド化[16][9]。
- 8月
  - 8月7日 - 『水戸黄門』 / 『続続 べらんめえ芸者』[22]公開、ヒット[20]。
  - 8月11日 - NHKのテレビ登録台数が500万台を突破[13]。
- 9月
  - 新東宝労組、会社再建を迫るためにストライキ[9]。
  - 9月1日 - 東和映画は、東宝系の中央映画と合併し、社名を東和株式会社とした[8][9][13]。
  - 9月10日 - NHKと民放4局がテレビのカラー本放送を始めた[10][9][注 1]。
  - 9月15日 - 黒澤プロダクションの第1回作品『悪い奴ほどよく眠る』先行ロードショー[16]。10月1日、一般公開[16][13]。
  - 9月16日 - 東宝、松竹系も含めた東宝の番組編成による関西地区洋画興行再編を実施[16]。関西洋画チェーンに紅系、白系 緑系の3系統が発足[16]。
  - 9月19日 - 東京銀座に東映会館竣工[15][9][23]。9月20日、丸の内東映劇場・丸の内東映パラス開業[17]。丸の内東映、こけら落としは『海賊八幡船』[15][24]。
- 10月
  - 松竹が安保闘争を題材とした『日本の夜と霧』（大島渚監督）の上映を4日間で打ち切る[8][25]。
- 11月
  - 国立近代美術館フィルム・ライブラリーが創設された[8]。
  - 11月2日 - 東映との合併による新東宝経営再建、東映側から審議打ち切りを通知[15]。
  - 11月8日 - オール東宝ニュータレントに1万5000人が応募、第一次審査開始[13]。
  - 11月11日 - 新東宝再建委員会を設立[26]。
- 12月
  - 新東宝、大蔵貢社長辞任[27]。
  - 12月27日 - フィルム・ライブラリー助成協議会創立[28]。
  - 12月31日 - 全国のテレビ放送局数128[26]。

## 周年
- 創業65周年
  - 松竹

## 日本の映画興行
- 入場料金（大人）
  - 200円（東京の邦画封切館）[29][30]
  - 119円（統計局『小売物価統計調査（動向編） 調査結果』[31] 銘柄符号 9341「映画観覧料」）[32]
- 入場者数 10億1436万人[33]
- 興行収入 727億9800万円[33]
  - 配給収入  397億3100万円[33] - テレビの事業収入が映画の配給収入を上回る[34]。テレビが、メディアとしての地位を確立[34]。

| 配給会社 | 年間配給収入 (単位：百万円) | 前年対比 |
| -------- | --------------------------- | -------- |
| 松竹     | 4,261                       | 079.1%   |
| 東宝     | 4,781                       | 104.0%   |
| 大映     | 4,608                       | 097.9%   |
| 新東宝   | 1,321                       | 064.0%   |
| 東映     | 9,749                       | 113.9%   |
| 日活     | 6,246                       | 112.7%   |

出典: 東宝 編『東宝75年のあゆみ 1932 - 2007 資料編』（PDF）東宝、2010年4月、48頁。

## 各国ランキング

### 日本配給収入ランキング
| 順位 | 題名                                    | 配給 | 配給収入    |
| ---- | --------------------------------------- | ---- | ----------- |
| 1    | 天下を取る                              | 日活 | 3億2392万円 |
| 2    | 波濤を越える渡り鳥                      | 日活 | 3億0012万円 |
| 3    | 闘牛に賭ける男                          | 日活 | 2億9133万円 |
| 4    | 喧嘩太郎                                | 日活 | 2億7669万円 |
| 5    | 娘・妻・母                              | 東宝 | 2億7561万円 |
| 6    | あじさいの歌                            | 日活 | 2億7037万円 |
| 7    | 水戸黄門                                | 東映 | 2億6694万円 |
| 8    | 名もなく貧しく美しく                    | 東宝 | 2億5154万円 |
| 8    | ハワイ・ミッドウェイ大海空戦 太平洋の嵐 | 東宝 | 2億5154万円 |
| 10   | 新吾二十番勝負                          | 東映 | 1億7789万円 |

出典:『キネマ旬報ベスト・テン85回全史 1924-2011』キネマ旬報社〈キネマ旬報ムック〉、2012年5月、170頁。ISBN 978-4873767550。
| 順位 | 題名                 | 製作国                      | 配給                       | 配給収入    |
| ---- | -------------------- | --------------------------- | -------------------------- | ----------- |
| 1    | ベン・ハー           | アメリカ合衆国の旗          | MGM                        | 5億9025万円 |
| 2    | アラモ               | アメリカ合衆国の旗          | ユナイテッド・アーティスツ | 2億6754万円 |
| 3    | 眠れる森の美女       | アメリカ合衆国の旗          | 日本RKO                    | 1億7824万円 |
| 4    | チャップリンの独裁者 | アメリカ合衆国の旗          | ユナイテッド・アーティスツ | 1億6800万円 |
| 5    | 許されざる者         | アメリカ合衆国の旗          | ユナイテッド・アーティスツ | 1億3330万円 |
| 6    | 連邦警察             | アメリカ合衆国の旗          | ワーナー・ブラザース       | 1億2791万円 |
| 7    | 太陽がいっぱい       | フランスの旗 · イタリアの旗 | 新外映配給                 | 1億2441万円 |
| 8    | バッファロー大隊     | アメリカ合衆国の旗          | ワーナー・ブラザース       | 1億1922万円 |
| 9    | スパルタカス         | アメリカ合衆国の旗          | ユニバーサル・ピクチャーズ | 1億1014万円 |
| 10   | サイコ               | アメリカ合衆国の旗          | パラマウント映画           | 1億0512万円 |

出典:『キネマ旬報ベスト・テン85回全史 1924-2011』キネマ旬報社〈キネマ旬報ムック〉、2012年5月、171頁。ISBN 978-4873767550。

### 北米配給収入ランキング
| 順位 | 題名                       | スタジオ                   | 配給収入    |
| ---- | -------------------------- | -------------------------- | ----------- |
| 1.   | スパルタカス               | ユニバーサル映画           | $14,000,000 |
| 2.   | サイコ                     | パラマウント映画           | $9,100,000  |
| 3.   | 栄光への脱出               | ユナイテッド・アーティスツ | $8,500,000  |
| 4.   | スイスファミリーロビンソン | ウォルト・ディズニー       | $7,900,000  |
| 4.   | アラモ                     | ユナイテッド・アーティスツ | $7,900,000  |
| 6.   | アパートの鍵貸します       | ユナイテッド・アーティスツ | $6,700,000  |
| 7.   | バターフィールド8          | MGM                        | $6,000,000  |
| 8.   | オーシャンと十一人の仲間   | ワーナー・ブラザース       | $5,500,000  |
| 9.   | ママは腕まくり             | MGM                        | $5,300,000  |
| 10.  | 孤独な関係                 | 20世紀フォックス           | $5,200,000  |

出典:Finler, Joel Waldo (2003). The Hollywood Story. Wallflower Press. pp. 358–359. ISBN 978-1-903364-66-6

## 日本公開映画
1960年の日本公開映画を参照。

## 受賞
- 第33回アカデミー賞
  - 作品賞 - 『アパートの鍵貸します』
  - 監督賞 - ビリー・ワイルダー（『アパートの鍵貸します』）
  - 主演男優賞 - バート・ランカスター（『エルマー・ガントリー/魅せられた男』）
  - 主演女優賞 - エリザベス・テイラー（『バターフィールド8』）

- 第18回ゴールデングローブ賞
  - 作品賞 (ドラマ部門) - 『スパルタカス』
  - 主演女優賞 (ドラマ部門) - グリア・ガーソン（『ルーズベルト物語』）
  - 主演男優賞 (ドラマ部門) - バート・ランカスター（『エルマー・ガントリー/魅せられた男』）
  - 作品賞 (ミュージカル・コメディ部門) - 『アパートの鍵貸します』、『終わりなき唄』
  - 主演女優賞 (ミュージカル・コメディ部門) - シャーリー・マクレーン（『アパートの鍵貸します』）
  - 主演男優賞 (ミュージカル・コメディ部門) - ジャック・レモン（『アパートの鍵貸します』）
  - 監督賞 - ジャック・カーディフ（『息子と恋人』）

- 第26回ニューヨーク映画批評家協会賞 - 『アパートの鍵貸します』、『息子と恋人』

- 第13回カンヌ国際映画祭
  - パルム・ドール - 『甘い生活』（フェデリコ・フェリーニ）
  - 監督賞 - （なし）
  - 男優賞 - （なし）
  - 女優賞 - ジャンヌ・モロー（『雨のしのび逢い』）、メリナ・メルクーリ（『日曜はダメよ』）

- 第21回ヴェネツィア国際映画祭
  - 金獅子賞 - 『ラインの仮橋』
  - 主演男優賞 - ジョン・ミルズ（『栄光の旋律』）
  - 主演女優賞 - シャーリー・マクレーン（『アパートの鍵貸します』）[40]

- 第10回ベルリン国際映画祭
  - 金熊賞 - 『El Lazarillo de Tormes (トルメス盲導犬)』
  - 監督賞 - ジャン＝リュック・ゴダール（『勝手にしやがれ』）
  - 男優賞 - フレドリック・マーチ（『風を受けて』）
  - 女優賞 - ジュリエット・メニエル（『歳の市』）

- 第2回モスクワ映画祭
  - 金賞 - 『裸の島』、『晴れた空』
  - 監督賞 - アルマン・ガッティ（『囲い地』）
  - 最優秀主演男優賞 - ピーター・フィンチ（『オスカー・ワイルドの裁判』）、バンバン・ヘルマント（『自由の闘士たち』）
  - 最優秀主演女優賞 - ユー・ラン（『革命家族』）

- 第11回ブルーリボン賞
  - 作品賞 - 『おとうと』
  - 主演男優賞 - 三国連太郎（『大いなる旅路』）
  - 主演女優賞 - 岸惠子（『おとうと』）
  - 助演男優賞 - 織田政雄（『笛吹川』『墨東綺譚』）
  - 助演女優賞 - 中村玉緒（『ぼんち』『大菩薩峠』）
  - 新人賞 - 大島渚（『青春残酷物語』）
  - 大衆賞 - 小林桂樹（一連のサラリーマンものに対して）
  - 監督賞 - 市川崑（『おとうと』）

- 第34回キネマ旬報ベスト・テン
  - 外国映画第1位 - 『チャップリンの独裁者』
  - 日本映画第1位 - 『おとうと』

- 第15回毎日映画コンクール
  - 日本映画大賞 - 『おとうと』

- 第15回文部省芸術祭賞
  - 映画部門（日本劇映画） - 『おとうと』
  - 映画部門（日本記録映画） - 『エラブの海』[41]
  - 映画部門（外国映画） - 『甘い生活』[42][43]

## 誕生
- 1月11日 - スタンリー・トゥッチ、アメリカの俳優
- 1月12日 - オリヴァー・プラット、カナダの俳優
- 1月25日 - 荒木由美子、女優
- 2月28日 - 大川透、声優
- 3月10日 - 熊谷真実、女優
- 3月13日 - ジョー・ランフト、アメリカのアニメ脚本家・声優（+1960年）
- 3月29日 - 鶴ひろみ、声優（+2017年）
- 4月11日 - 川野太郎、俳優
- 5月15日 - 亜希いずみ、女優
- 5月22日 - 庵野秀明、映画監督・アニメーター
- 6月5日 - 東ちづる、女優
- 6月24日 - 犬童一心、映画監督
- 7月9日 - 浅野ゆう子、女優
- 7月21日 - 船越英一郎、俳優
- 8月10日 - アントニオ・バンデラス、スペインの俳優
- 8月16日 - ティモシー・ハットン、アメリカの俳優・映画監督
- 8月17日 - ショーン・ペン、アメリカの俳優・映画監督
- 8月24日 - 三池崇史、映画監督
- 9月8日 - 紺野美沙子、女優
- 9月9日 - ヒュー・グラント、イギリスの俳優
- 9月27日 - ジャン＝マルク・バール、フランスの俳優
- 10月5日 - 黒木瞳、女優
- 10月12日 - 真田広之、俳優
- 10月13日 - 生瀬勝久、俳優
- 10月18日 - ジャン＝クロード・ヴァン・ダム、アメリカの俳優
- 10月22日 - 室井滋、女優
- 10月27日 - 山村紅葉、女優
- 11月9日 - 石田えり、女優
- 11月10日 - 川島なお美、女優（+2015年）
- 12月3日 - ダリル・ハンナ、アメリカの女優
- 12月3日 - ジュリアン・ムーア、アメリカの女優
- 12月10日 - 佐藤浩市、俳優
- 12月12日 - 西村雅彦、俳優
- 12月29日 - 岸本加世子、女優

## 死去
| 日付 | 日付 | 名前                     | 国籍                            | 年齢 | 職業             |
| 1月  | 3日  | ヴィクトル・シェストレム | スウェーデンの旗                | 80   | 映画監督         |
| 2月  | 21日 | ジャック・ベッケル       | フランスの旗                    | 53   | 映画監督         |
| 11月 | 5日  | マック・セネット         | アメリカ合衆国の旗 · カナダの旗 | 80   | 映画監督・俳優   |
| 11月 | 16日 | クラーク・ゲーブル       | アメリカ合衆国の旗              | 59   | 俳優             |
| 12月 | 15日 | ヴェラ・クルーゾー       | フランスの旗                    | 46   | 女優             |
| 12月 | 18日 | 寿々喜多呂九平           | 日本の旗                        | 61   | 映画監督・脚本家 |